# El Cortijo (Bogotá)
El Cortijo es un barrio de UPZ 72 perteneciente la localidad de Engativá al noroccidente de Bogotá y al occidente de su Localidad.

## Historia
Se inició en el año de 1983 con la designación de la alcaldía menor, la promoción del gobierno de Belisario Betancur del proceso de urbanización UPAC y financiado por el industrial Luis Carlos Sarmiento Angulo. Antiguamente se localizaba un botadero de basuras en el sector, el cual fue cerrado y se puso una Planta de Tratamiento de Aguas Residuales (PTAR) el Salitre.
En 2002 se inaugura la Parroquia Santa Ángela Merici.
En 2019 se registraron protestas y enfrentamientos entre la comunidad y la policía debido al interés de la Alcaldía en construir un parque con Canchas Sintéticas en inmediaciones al Humedal Tibabuyes.

## Geografía
Está compuesto por varios conjuntos residenciales, rodeado al occidente y al norte por el Humedal Cortijo y el Humedal Tibabuyes.
Conjuntos Residenciales 
- Corinto
- Multifamiliar El Cortijo
- Parque los Sauces
- Parque de Alejandría
- Zona 80
- Portal de San Ángel
- Conjunto residencial Cortijo
- Rondas de San Patricia
- Quintas de Santa Bárbara, etapas: I, II, III, IV, V, VI, VI-I, VI-II, VII-I y VII-II
- Ciudadela Colsubsidio : Los Alcaparros, Los Cerezos, Los Duraznos, Los Almendros, Los Tulipanes, Los Agapantos I y II, Los Ciruelos, Los Eucaliptos, Parques de la Ciudadela, Los Arces Rojos, Los Chicalá, La Palmacera, Los Abedules, Los Pimientos y Los manzanos.

### Límites
| Noroeste: Lisboa Santa Cecilia             | Norte: Lisboa Tibabuyes Humedal Tibabuyes | Nordeste: Nueva Tibabuyes Humedal Tibabuyes |
| Oeste: Cota Parque La Florida              |                                           | Este: Ciudadela Colsubsidio                 |
| Suroeste: Gran Granada Puente Jenny Garzón | Sur: Gran Granada Avenida Calle 80        | Sureste: Villas de Granada Avenida Calle 80 |

## Barrios vecinos
Al Noroccidente
- Barrio Lisboa de Suba

Al Sur
- Villas de Granada y Calle 80
- Gran Granada

Al Occidente
- Bolivia
- Municipio de Cota límite entre el Puente Jenny Garzón
- Río Bogotá

Al Oriente
- Ciudadela Colsubsidio

## Aspectos socioeconómicos
En 2015 el barrio cuenta con 19.000 habitantes, aproximadamente. En cuanto a industria y comercio, se encuentran bancos, ferreterías, carpinterías, almacenes de muebles, peluquerías y fábricas en general.

## Sitios Importantes
- Parroquia Santa Ángela Merici

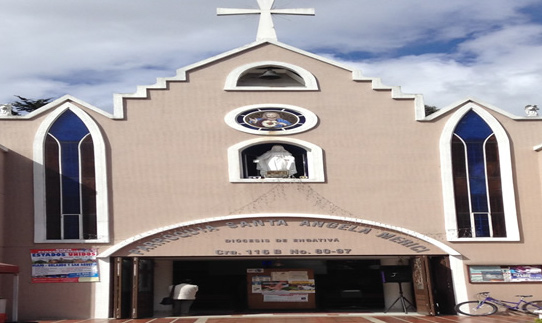
Vista frontal del templo parroquial.

La parroquia Santa Ángela Merici, empezó su construcción en el año 2000 con fondos de la comunidad. Su primera eucaristía se oficio en el año 1996 (año de fundación de la parroquia). El primer párroco fue el Padre Luis Eduardo Sánchez Moreno, por un corto período de tiempo  el padre Daniel Astudillo  administró la parroquia para darle paso al padre Ramón Tulio Giraldo quien consolidó la construcción  del templo parroquial y pastoreo la comunidad del Cortijo hasta el año 2007 cuando arribó a la parroquia el padre Belisario Riveros Díaz quién acompañó a los fieles hasta el año 2016, con la llegada del padre Ricardo Ruiz quien es el actual párroco.
- Humedal El Cortijo[7]

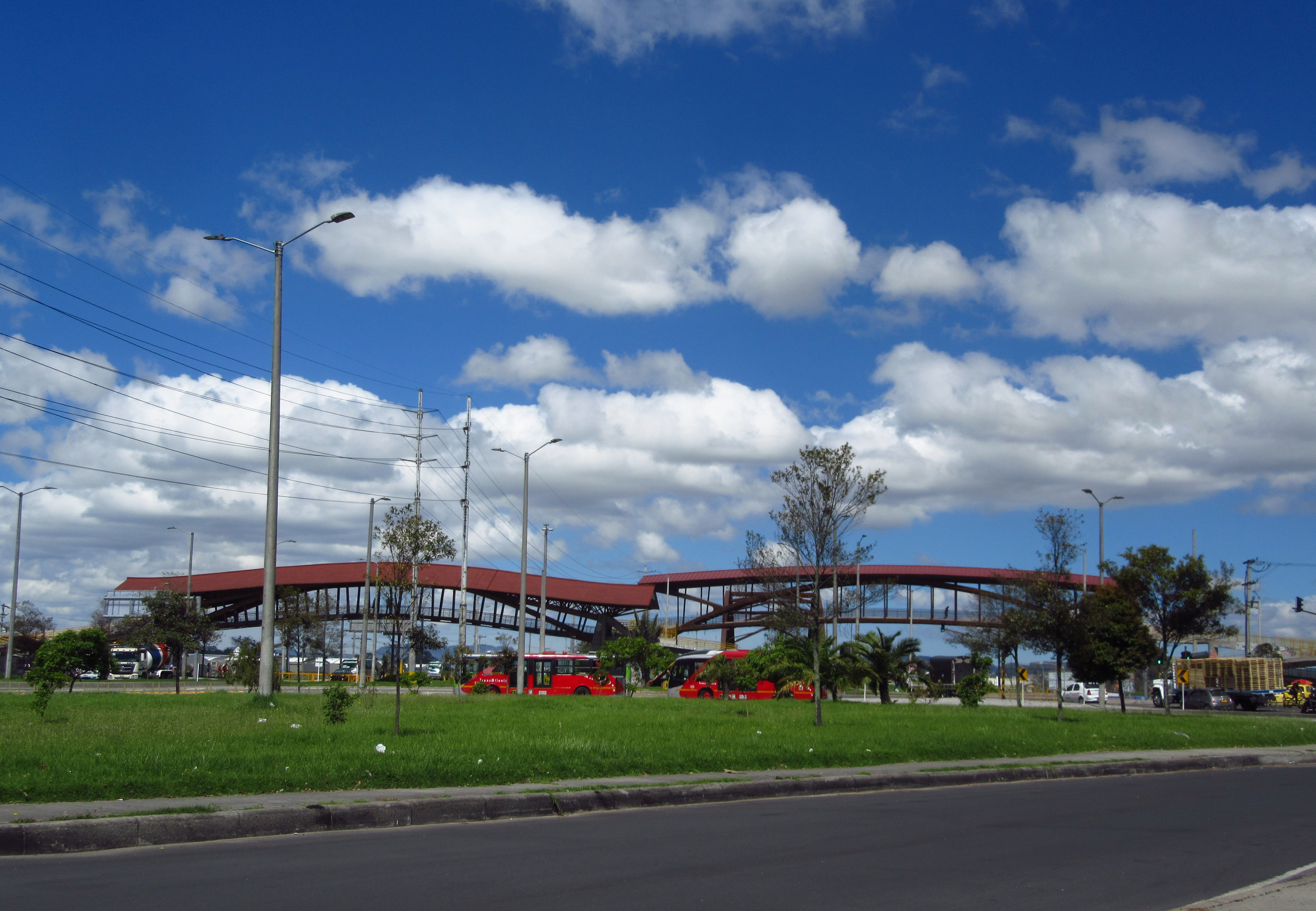
Calle 80 Puente Guadua

Tiene una longitud aproximada de 300 metros y unos 90 metros en su parte más ancha. Al encontrarse dentro de los terrenos de la Planta de Tratamiento de Aguas Residuale El Salitre, se encuentra vigilado por sus operarios y vigilantes.
- Humedal Tibabuyes

La reserva natural, está ubicada al costado noroccidental del Cortijo y es considerada una de las más extensas de Bogotá, con aproximadamente,  234 hectáreas. Se pueden encontrar diversidad de plantas, anfibios, peces y una gran variedad de aves. 
- Carulla Cortijo[9]
- Puente de Guadua